# 석조지장보살좌상
석조지장보살좌상(石造地藏菩薩坐像)은 국립중앙박물관에 있는, 조선 시대의 석조 지장보살 좌상이다. 대한민국의 보물 제1327호로 지정되어 있다.

## 개요
머리에 두건을 쓴 지장보살상이며, 바위 형태의 대좌에 앉아 있다. 전체 높이가 33.4cm 정도이며, 몸체는 두껍게 도금이 되어 있고 대좌는 붉게 칠했다.
결가부좌한 상태로 약간 고개를 숙이고 있다. 양 어깨를 모두 감싼 옷(통견)을 입고 왼손에 보주를 들고 있다. 대좌 뒷면에 이 불상의 조성 배경 및 시주자와 제작자, 제작연대가 새겨져 있다. 명문에 따르면 조선 중종 9년(1515년)에 만들어졌다.
머리에 두건(頭巾)을 쓴 피모형(被帽形)의 지장보살상으로 암좌(岩座) 위에 앉아 있다. 대좌 뒷면에 새겨져 있는 8행 49자 음각(陰刻) 명문 중에‘정덕 십년 을해 삼월(正德十年乙亥三月)’이라는 내용이 있어 1515년에 조성되었음을 알 수 있다. 머리와 상반신에 비해 결가부좌한 다리와 양손이 빈약하게 처리되어 다소 균형을 잃은 듯 한 이 지장보살상은 전신(全身)을 금박(金箔)으로 두껍게 도금하고 암좌는 주칠하였는데, 금박과 주칠이 일부 벗겨졌을 뿐 전체적인 보존 상태는 매우 양호하다. 이 지장보살상은 국내에 현전하는 유일한 석조의 환조(丸彫) 지장보살상으로 조선시대 불교조각품으로는 드문 소형 석조상이다. 각 부분을 소략하게 표현하기는 하였으나 그 표현이 시대적인 특징을 잘 드러내 주고 있으며, 불신과 대좌가 완형으로 잘 보존되어 있다는 점, 특이한 암반형의 대좌 뒷면에 불상 조성배경 및 시주자와 제작자, 제작년대를 밝혀주는 확실 한 명문이 음각되어 있다는 점에서 중요한 가치를 지닌다.

## 사진

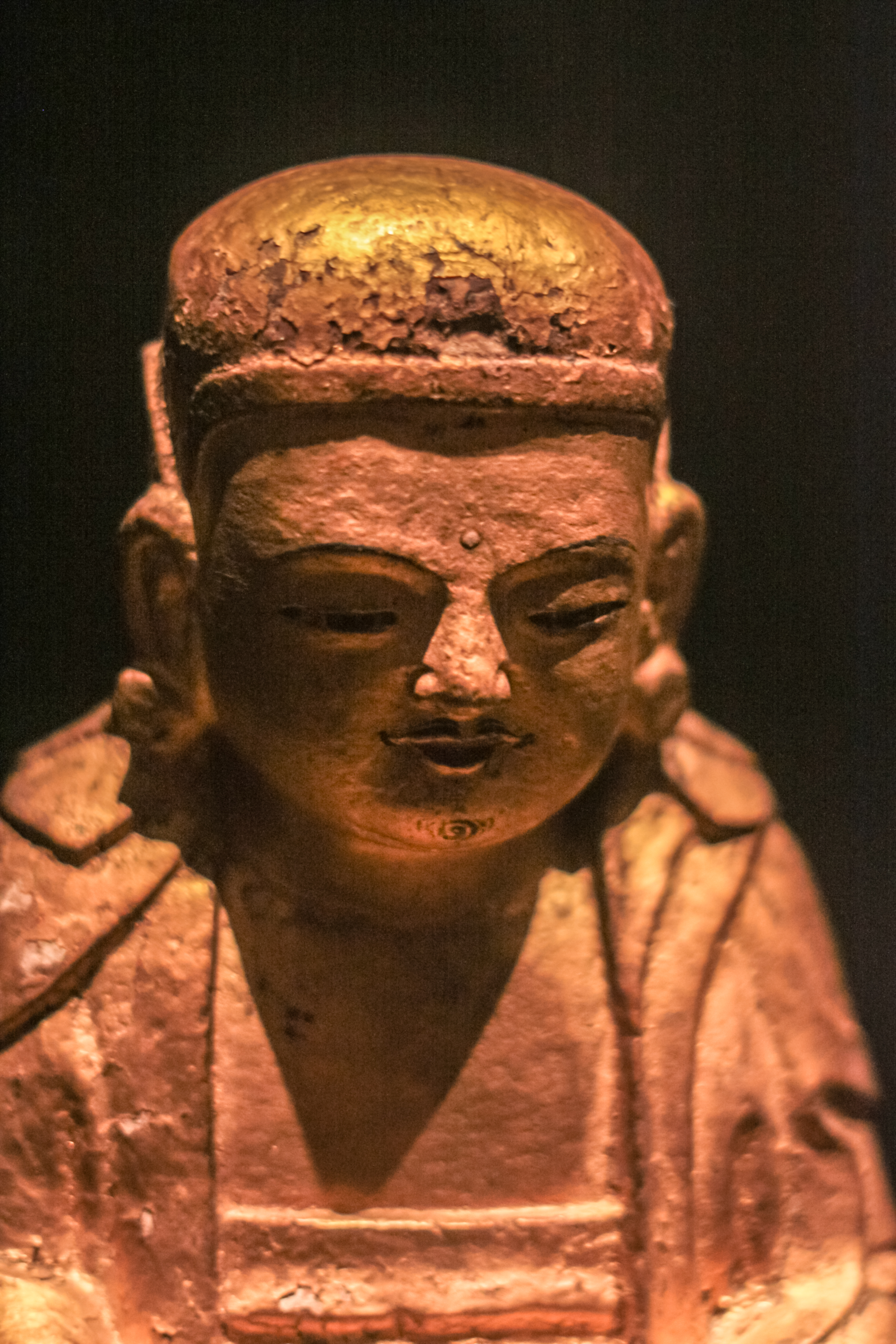
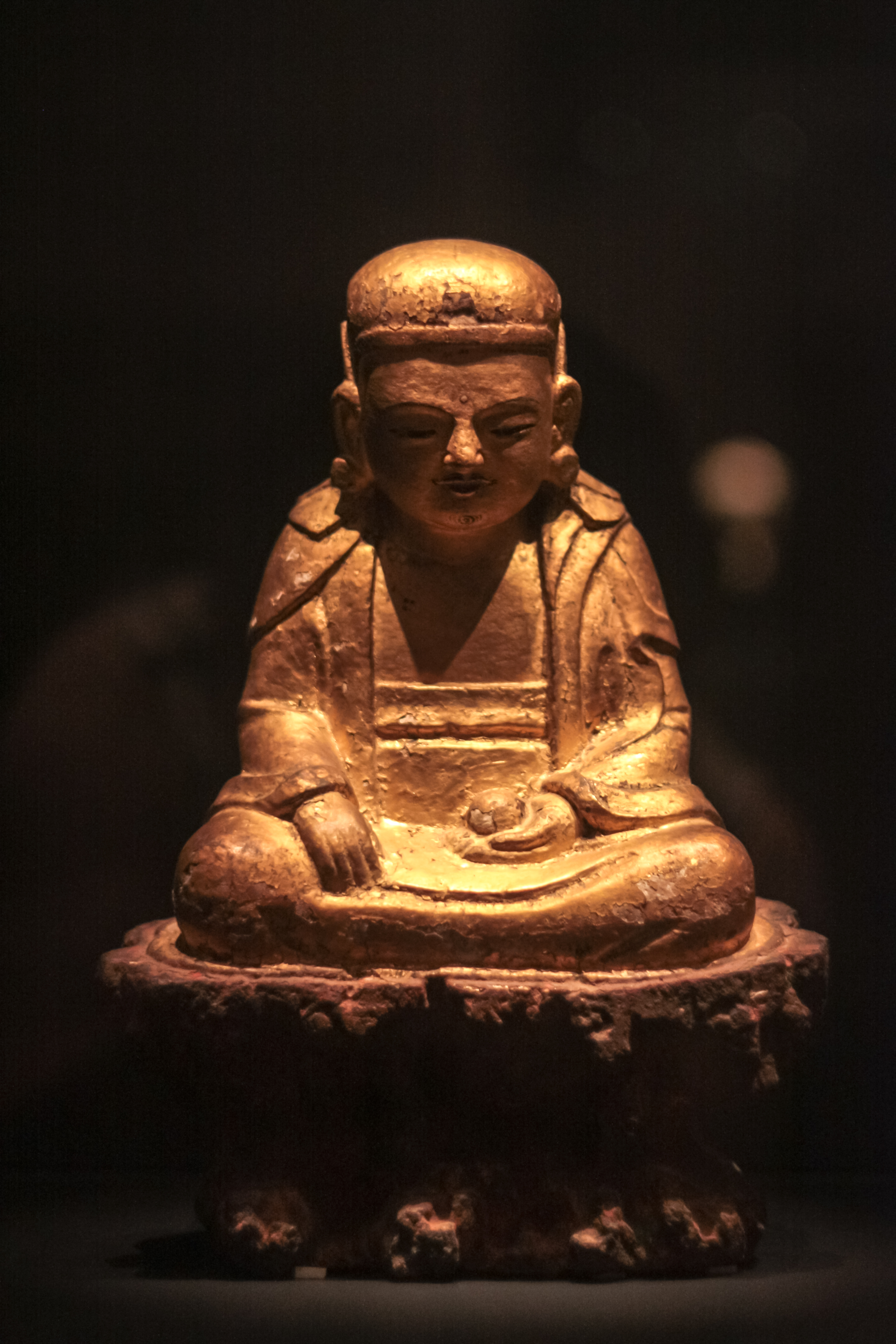